# Kjell Janunger
Kjell Janunger, född 1937 i Skellefteå, är en svensk tonsättare och låtskrivare inom bland annat kristna visor. Han är också musikdirektör, violinpedagog och kördirigent. Han har grundat Örnsköldsviks kammarkör och var med och startade musiklinjen vid Mellansels folkhögskola. Janunger är bosatt i Örnsköldsvik. 

## Diskografi
- 1970 - Gåtan EP
- 1971 - Vändpunkt
- 1977 - Träffpunkt
- 1997 - Inte bara visor CD

Tonsatte 2002 jazzmässan Tänk om med hustrun Ann-Charlotte som textförfattare.